# Eduard Ferdinand Geiseler
Eduard Ferdinand Geiseler (* 21. September 1781 in Stettin; † 6. April 1837 in Danzig) war ein deutscher Apotheker, Arzt und Botaniker. Als Botaniker befasste er sich insbesondere mit der Gattung Croton aus der Familie der Wolfsmilchgewächse. 
Sein botanisches Autorenkürzel lautet „Geiseler“.

## Leben
Geboren als Sohn eines Stettiner Kaufmanns begann er 1797 eine Apothekerlehre in der Zitelmannschen Apotheke in seiner Heimatstadt und wechselte 1802 in die Hofapotheke (Hofapotheker war damals Johann Carl Friedrich Meyer). Noch 1802 ging er nach Kopenhagen, wo er ein Medizinstudium begann, das er 1804 an der Universität Göttingen und 1805 an der Universität Halle fortsetzte. In Halle wurde er 1807 promoviert, sein Examen legte er 1808 in Berlin ab. 
Er ging nach Danzig, wo er als Arzt am Stadtkrankenhaus Danzig arbeitete. Während der Franzosenzeit war er daneben von 1811 bis 1814 als Hilfsarzt an den in Danzig liegenden französischen Militärhospitälern tätig. 1813 zeichnete er sich bei der Behandlung einer Lazarettfieberepidemie aus. 1820 wurde er Leiter des Stadtkrankenhauses, legte dieses Amt aber 1826 nieder, weil er seine Vorschläge zur Verbesserung des Krankenhauses nicht durchsetzen konnte. Er war anschließend als Arzt in eigener Praxis tätig. Seit 1812 befasste er sich mit der Behandlungsmethode der Homöopathie, die er auch in seiner Praxis anwendete. 
Als Botaniker befasste sich Geiseler insbesondere mit der Gattung Croton aus der Familie der Wolfsmilchgewächse. Diese Pflanzen waren der Gegenstand seiner 1807 vorgelegten Doktorarbeit Crotonis monographiam. Er lieferte die Erstbeschreibung mehrerer Arten. Die Sektion Geiseleria der Gattung Croton ist nach ihm benannt. 

## Ehrungen
1816 erhielt Geiseler den Titel eines Medizinalrates, 1833 wurde er mit dem Roten Adlerorden 4. Klasse ausgezeichnet.